# Garcinia verrucosa
Garcinia verrucosa är en tvåhjärtbladig växtart. Garcinia verrucosa ingår i släktet Garcinia och familjen Clusiaceae.

## Underarter
Arten delas in i följande underarter:
- G. v. orientalis
- G. v. verrucosa
- G. v. apiculata
- G. v. piriformis